# 柳维
柳维（西班牙语）是西班牙巴利阿里群岛的一个市镇。总面积35平方公里，总人口1806人（2001年），人口密度52人/平方公里。